# Дальневосточный термит
Дальневосточный термит (лат. Reticulitermes speratus) — вид термитов из семейства Rhinotermitidae (Heterotermitinae). Восточная Азия. Разрушитель древесины. Он приспособлен выдерживать низкие температуры умеренного климата в тех регионах, в которых он обитает.

## Распространение
Встречается на востоке Азии: Китай, Корея, Япония, Дальний Восток России (юг Приморского края; в 1960-70-е годы обнаружен в домах во Владивостоке, вероятно завезён из соседних стран).

## Описание
Длина имаго половых особей без крыльев 4,0—7,5 мм. Длина солдат 3,5—6,0 мм. Длина рабочих 3,5—4,5 мм. Усики половых особей 15—17-члениковые. Разрушает древесину. Повреждает деревянные постройки, дома, мосты, столбы.
Новые колонии обычно основываются парой самец-самка, но иногда и однополой парой самок, в этом случае размножение партеногенетическое. Новые зарождающиеся колонии также могут основываться однополыми парами самцов. Эти пары самцов термитов не могут размножаться, но, сотрудничая, они способны выжить достаточно долго, чтобы один из них или оба могли впоследствии заменить самца в другой колонии. Затем этот самец может размножаться, спариваясь там с самкой.
На смену обычному размножению приходит бесполое размножение, при котором старая королева откладывает яйца без отверстий для проникновения сперматозоидов, фактически создавая клон самой себя. У всех особей часть глаза развита, но их размер увеличивается, если особь находится на репродуктивном пути.

Солдат
Имаго
Рабочий